# STXBP1
Le STXBP1 (pour « Syntaxin-binding protein 1 »), ou MUNC18-1, est une protéine dont le gène est le STXBP1 situé sur le chromosome 9 humain.
L association STXBP1 France a été créée en août 2022.
Elle a pour but de faire avancer la recherche .
Une page LinkedIn stxbp1france a également été créée. Depuis octobre 2022, le site stxbp1france.com a été mis en ligne. Les patients peuvent s'inscrire afin d'être référencés et de ce fait être informés des avancements sur les différentes recherches.

## Rôles
Il s'agit d'une protéine exprimée par les neurones, interagissant avec la syntaxine et intervenant dans le relargage (exocytose) des vésicules. Il contribue à la stabilisation de la syntaxine 1 dans le complexe protéique SNARE. Il permet ainsi de contrôler la récupération des synapses après relargage des neurotransmetteurs et influence, par ce biais, la neurotransmission dans son étage pré-synaptique. 

## En médecine
La mutation hétérozygote de son gène entraîne la formation d'une protéine plus fragile et moins fonctionnelle et provoque près de 10 % des Syndromes d'Ohtahara, consistant en une encéphalopathie juvénile avec comitialité et retard mental. Ces mutations peuvent également provoquer des formes proches mais sans épilepsie.